# 米海連基 (丘德尼夫區)
49°59′6″N 28°15′12″E / 49.98500°N 28.25333°E
米海連基（烏克蘭語：Михайленки），是烏克蘭北部的村莊，隸屬日托米爾州的日托米爾區。該村面積1平方公里，海拔高度264米，2001年人口350，人口密度每平方公里351.05人。